# Charles Arley Quinto Hurtado
Charles Arley Quinto Hurtado mais conhecido como Hurtado, é um jogador colombiano revelado pelo Boyacá Chicó que em 2008 teve rápida passagem pelo Fortaleza. Foi um dos 18 jogadores convocados pela Seleção Colombiana no Pan-Americano do Rio de Janeiro em 2007. 
Atualmente atua no Deportivo Sport Huancayo, do Peru.